# Pedrosa del Príncipe (kommunhuvudort)
Pedrosa del Príncipe är en kommunhuvudort i Spanien.   Den ligger i provinsen Provincia de Burgos och regionen Kastilien och Leon, i den norra delen av landet, 210 km norr om huvudstaden Madrid. Pedrosa del Príncipe ligger 774 meter över havet och antalet invånare är 206.
Terrängen runt Pedrosa del Príncipe är huvudsakligen platt, men den allra närmaste omgivningen är kuperad. Runt Pedrosa del Príncipe är det mycket glesbefolkat, med 4 invånare per kvadratkilometer. Närmaste större samhälle är Castrogeriz, 6,5 km nordost om Pedrosa del Príncipe. Trakten runt Pedrosa del Príncipe består till största delen av jordbruksmark.